# 杜夫拉河
杜夫拉河（Río Dubra）是西班牙加利西亚自治区拉科鲁尼亚省坦布雷河的支流。它发源自托尔多亚卡斯特罗山，最终在杜夫拉谷地波尔托莫罗堂区汇入坦布雷河。

## 语源
杜夫拉可能来自原始凱爾特語词根*dubr，中文意为“水”。